# Lamiinae
Lamiinae су подфамилија породице стрижибубе (Cerambycidae). Tа потпородица има преко 750 родова, а од ње је разноврснија само подфамилија Cerambycinae. Број врста у свету се процењује на око 20.000.

## Опште одлике
Предње коксе (кукови) су лоптасте или купасте. Израштај на трбуху је јасно изражен или слабо развијен. Глава је спреда вертикално спуштена. Задњи чланак палпуса је зашиљен на врху. Други пар опнастих крила често недостаје и у том случају, крила су срасла дуж сутуре.

## Племена
Потпородица Lamiinae се дели на следећа племена:
- Acanthocinini Blanchard, 1845
- Acanthoderini Thomson, 1860
- Acmocerini Thomson, 1864
- Acrocinini Thomson, 1860
- Aderpasini Breuning & Téocchi, 1977
- Aerenicini Lacordaire, 1872
- Agapanthiini Mulsant, 1839
- Ancylonotini Lacordaire, 1869
- Anisocerini Thomson, 1860
- Apomecynini Thomson, 1860
- Astathini Thomson, 1864
- Batocerini Lacordaire, 1869
- Calliini Thomson, 1864
- Ceroplesini Thomson, 1860
- Cloniocerini Lacordaire, 1872
- Colobotheini Thomson, 1860
- Compsosomatini Thomson, 1857
- Crinotarsini Lacordaire, 1872
- Crossotini Thomson, 1864
- Cyrtinini Thomson, 1864
- Desmiphorini Thomson, 1860
- Dorcadiini Latreille, 1825
- Dorcaschematini Thomson, 1860
- Elytracanthinini Lane, 1955
- Emphytoeciini Lacordaire, 1872
- Enicodini Thomson, 1860
- Epicastini Thomson, 1864
- Eunidiini Téocchi et al., 2010
- Eupromerini Galileo & Martins, 1995
- Forsteriini Tippmann, 1960
- Gnomini Thomson, 1864
- Gyaritini Breuning, 1956
- Heliolini Breuning, 1951
- Hemilophini Thomson, 1868
- Homonoeini Thomson, 1864
- Hyborhabdini Aurivillius, 1911
- Lamiini Latreille, 1825 (including Monochamini)
- Laticraniini Lane, 1959
- Mauesiini Lane, 1956
- Megabasini Thomson, 1864
- Mesosini Thomson, 1860
- Microcymaturini Breuning & Téocchi, 1985
- Moneilemini Thomson, 1864
- Morimopsini Lacordaire, 1869
- Nyctimeniini Gressitt, 1951
- Oculariini Breuning, 1950
- Onciderini Thomson, 1860
- Onocephalini Sturm, 1843
- Pachystolini Aurivillius, 1922
- Parmenini Mulsant, 1839
- Petrognathini Blanchard, 1845
- Phacellini Lacordaire, 1872
- Phantasini Hunt & Breuning, 1957
- Phrissomini Thomson, 1860
- Phrynetini Thomson, 1864
- Pogonocherini Mulsant, 1839
- Polyrhaphidini Thomson, 1860
- Pretiliini Martins & Galileo, 1990
- Proctocerini Aurivillius, 1921
- Prosopocerini Thomson, 1868
- Protonarthrini Thomson, 1864
- Pseudomacrochenus Breuning, 1942
- Pteropliini Thomson, 1860
- Rhodopinini Gressitt, 1951
- Saperdini Mulsant, 1839 (including Phytoeciini)
- Stenobiini Breuning, 1950
- Sternotomini Thomson, 1860
- Tapeinini Thomson, 1857
- Tetraopini Thomson, 1860
- Tetraulaxini Breuning & Téocchi, 1976
- Tetropini Portevin, 1927
- Theocridini Thomson, 1858
- Tmesisternini Thomson, 1860
- Tragocephalini Thomson, 1857
- Velorini Thomson, 1864
- Xenofreini Bates, 1885
- Xenoleini Lacordaire, 1869
- Xylorhizini Lacordaire, 1872
- Zygocerini Lacordaire, 1872

incertae sedis:
- Род Cerambycinus Münster in Germar, 1839
- Род Cypriola J. Thomson, 1865
- Род Decellia Breuning, 1968
- Род Dorcadionoides Motschulsky, 1857
- Род Falsozeargyra Gilmour & Breuning, 1963
- Род Heteropalpoides Fisher, 1935
- Род Paralamiodorcadion Breuning, 1967
- Род Parmenops Schaufuss, 1891
- Род Prosoplus Blanchard, 1853
- Род Pterolophiella Breuning, 1952

incertae sedis:
- Врста Lamia bidens Fabricius, 1775
- Врста Lamia obscura Fabricius, 1798
- Врста Lamia petrificata Heyden & Heyden, 1856
- Врста Lamia schroeteri Giebel, 1856

## Lamiinae у Србији
У Србији је забележен 31 род из ове подфамилије, а овде су побројане неке значајне врсте:
- Agapanthia kirbyi
- Mesosa curculionoides
- Mesosa nebulosa
- Morimus asper
- Neodorcadion bilineatum
- Oberea linearis
- Oberea oculata
- Pedestredorcadion decipiens
- Pedestredorcadion equestre
- Pedestredorcadion kaimakcalanum
- Pedestredorcadion lineatocolle
- Pedestredorcadion scopolii
- Stenostola ferrea
- Theophilea subcylindricollis